# Делятинське благочиння ПЦУ
Делятинське благочиння — релігійна структура Коломийської єпархії Православної церкви України, що діє на території Надвірнянського району Івано-Франківської області України.
Декан (благочинний) Делятинського деканату — митрофорний протоієрей Іван Лавришин.

## Парафії благочиння
| № | Парафії                               | Населені пункти    | Настоятелі                   | Світлини |
| - | ------------------------------------- | ------------------ | ---------------------------- | -------- |
| 1 | Святого Великомученика Юрія Переможця | с. Бистриця        | прот. Михайло Герилюк        |          |
| 2 | Святих апостолів Петра і Павла        | селище Делятин     | прот. Іван Кепещук           |          |
| 3 | Трьох Святителів                      | селище Делятин     | митр. прот. Ярослав Арбат    |          |
| 4 | Покладання Пояса Пресвятої Богородиці | с. Добротів        | митр. прот. Михайло Слободян |          |
| 5 | Чуда Архистратига Михаїла             | селище Ланчин      | прот. Тарас Щербатюк         |          |
| 6 | Архистратига Михаїла                  | с. Лісна Тарновиця | прот. Михайло Максим'юк      |          |
| 7 | Вознесіння Господнього                | с. Парище          | митр. прот. Іван Лавришин    |          |